# Đuôi chồn chân thỏ
Đuôi chồn chân thỏ hay hầu vĩ chân thỏ (danh pháp hai phần: Uraria lagopodoides) là một loài thực vật có hoa trong họ Đậu. Loài này được (L.) DC. miêu tả khoa học đầu tiên.